# Generation P
Generation P (Generation П) è un film del 2011 diretto da Viktor Ginzburg.

## Trama
Il film racconta di un uomo che ha trovato lavoro in un'agenzia pubblicitaria e ora sta promuovendo marchi occidentali, adattandoli al popolo russo.